# Beagle 2

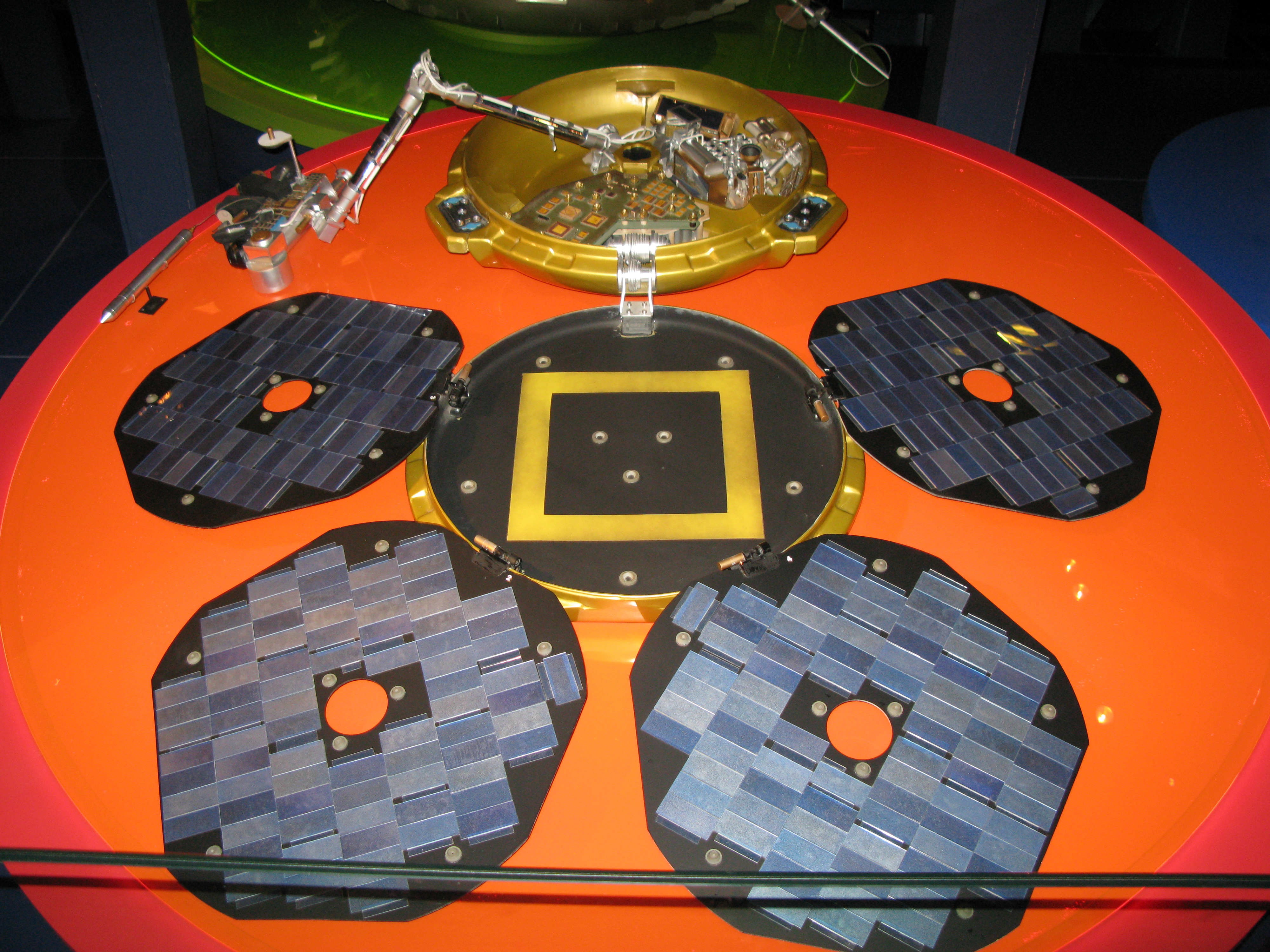
rèplica de la Beagle 2

La Beagle 2 va ser una sonda de superfície britànica que formava part de la missió Mars Express de l'Agència Espacial Europea.
La Mars Express està formada per una sonda orbital i una sonda de superfície, fou llançada el 2 de juny de 2003 des de Baikonur (Kazakhstan) amb un coet llançador Soiuz.
La principal missió de la Beagle 2 era prendre mostres de l'atmosfera i el subsòl de Mart a la recerca d'aigua per esbrinar si hi ha hagut o hi ha alguna forma de vida al planeta vermell.
Tot contacte amb ella es va perdre el moment de la seva separació de la Mars Express sis dies abans de la seva prevista entrada a l'atmosfera. Una investigació posterior va concloure que havia arribat a la superfície de Mart, però probablement va patir un aterratge forçós a causa de la manca d'un o més dels seus sistemes. El Beagle 2 va ser nomenat en homenatge a la HMS Beagle, que va portar Charles Darwin dues vegades durant les expedicions que més tard donaria lloc a la teoria de l'evolució.
El 16 de gener de 2015, més d'una dècada després, el mòdul d'aterratge s'ha identificat a les imatges captades per la càmera d'alta resolució del Mars Reconnaissance Orbiter de la NASA. El mòdul d'aterratge es veu parcialment desplegat a la superfície, i això demostra que la seqüència d'entrada, descens i aterratge va funcionar i, efectivament, va aterrar amb èxit a Mart el dia de Nadal del 2003. Tot i això no hi ha possibilitat de reviure dades Beagle 2 i recuperar la nau.

### Mapa de Mart
El següent mapa d'imatge del planeta Mart conté enllaços interns a característiques geogràfiques destacant les ubicacions de Rovers i mòduls de descens. Feu clic en les característiques i us enllaçarà a les pàgines dels articles corresponents. El nord està a la part superior; les elevacions: vermell (més alt), groc (zero), blau (més baix).